# Werkhuis

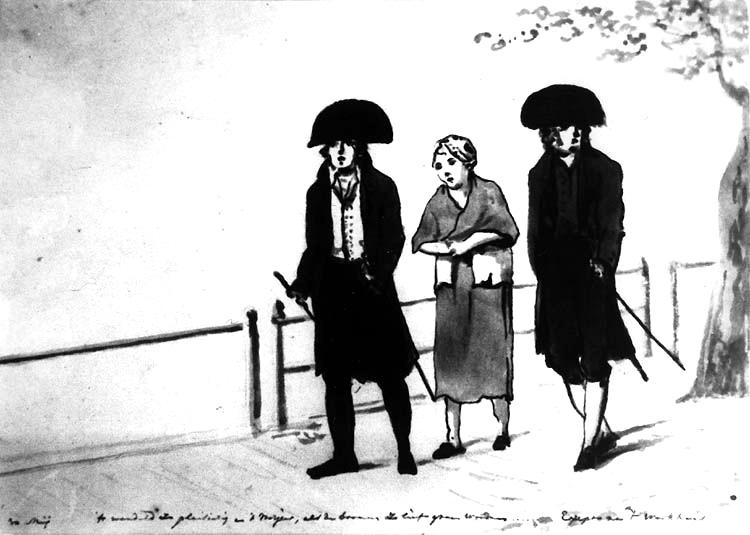
't wandeld zo plaisierig in 't voorjaar, als de boomen zo lief gaan worden.... exept na 't werkhuis. Een vrouw wordt door twee beambten naar het werkhuis gebracht. Tekening door Christiaan Andriessen, 1806

Een werkhuis was in Nederland oorspronkelijk een instelling opgericht om armoede en bedelarij het hoofd te bieden door werkeloze mensen min of meer vrijwillig aan het werk te zetten. Andere - verplichte - vormen van werkhuizen bestonden vroeger ook, namelijk het rasphuis (voor criminelen van het mannelijke geslacht) en het spinhuis (voor criminelen van het vrouwelijk geslacht). Dat waren voorlopers van de huidige gevangenissen. Daarnaast bestonden ook armenhuizen.
De inrichtingen werden door de plaatselijke overheid beheerd. Naast bedelaars, zwervers en criminelen werden er invaliden en weeskinderen in een werkhuis opgenomen. De bewoners werden gedwongen om te werken, met als doel om hen in nuttige burgers veranderen. In de 18e eeuw was men van mening dat het verblijf in een werkhuis vooral onaangenaam moest zijn. Pas later, in de 19e eeuw, kregen de werkhuizen het karakter van een gevangenis. Bedelen en landlopen waren dan ook inmiddels strafbaar geworden.
Opname in een werkhuis gebeurde ook wel op verzoek van verwanten, of in geval van wezen op verzoek van de voogd.

## Engeland
Onder koningin Elizabeth I van Engeland nam het parlement in 1601 de Poor Relief Act aan, die in elke parochie armenopzichters aanstelde om lichamelijk capabele personen zonder middelen van bestaan aan het werk te zetten. Uit deze lokale armenzorg groeiden in grote steden de eerste werkhuizen. Dit fenomeen werd in 1723 veralgemeend doordat de Workhouse Test Act parochies het recht gaf werkhuizen op te richten en bijstand te ontzeggen aan armen die plaatsing weigerden. Dit moest komaf maken met hardnekkige bedelaars. In 1776 waren er in Engeland en Wales tweeduizend werkhuizen met een capaciteit voor meer dan  zeventigduizend paupers. Hoewel de bewoners vaak op de rand van verhongering leefden, waren de meeste werkhuizen niet zelfbedruipend. Hun producten brachten gewoon te weinig op. Soms werd het beheer dan maar privaat uitbesteed, wat ten koste ging van de armen en de parochies.

## Voorbeelden
- Het huidige Dr. Sarphatihuis in Amsterdam werd in 1779-1782 opgericht als werkhuis. In 1875 werd de naam veranderd in armenhuis. Weer 100 jaar later werd het gebouw verbouwd tot verpleeghuis.
- De Portugees joodse gemeente in Amsterdam besloot in 1642 om een werkhuis op te richten om arme Asjkenazische joden op te nemen, die uit Oost-Europa waren gevlucht.[4]
- In Leeuwarden bestond tot 1755 - toen het afbrandde- het Landschaps- Tucht- en Werkhuis.[5]

## Varia
- In Brugge bestaat een straat genoemd naar het werkhuis, de Werkhuisstraat

- In Brussel bestaat een straat langs de oever van de Zenne, genoemd naar de werkhuizen, de Werkhuizenkaai
- Mary Ann Nichols, het eerste canonieke slachtoffer van Jack the Ripper was een regelmatige bezoeker van werkhuizen nadat zij aan de grond was geraakt.